# Phô mai que
Phô mai que là một món được làm chủ yếu từ phô mai cắt thành dạng thanh dài, tẩm bột và chiên xù. Ở Hoa Kỳ món này được gọi là Mozzarella stick, do nó được làm từ một loại phô mai Mozzarella của Ý, và được phục vụ như là món khai vị tại các nhà hàng, ở Bắc Mỹ thì nó chủ yếu được bán trong các "quán nhậu" (pub). Mặc dù phô mai que thường được cho là món ăn của Ý, nhưng thật ra nó không phải là món truyền thống của nước này.
Phô mai thường được cắt dạng thỏi vuông dài và lăn qua trứng gà, bột mì, bột xù rồi chiên ngập trong dầu nóng. Nó thường được dùng nóng, kèm với xốt cà chua, xốt Marinara, mù tạt, xốt mận (tương ngọt), tương ớt, xốt barbecue,. Phô mai que là món ăn đặc sản của Capital District, New York.